# Leszek Woderski
Leszek Woderski (ur. 4 kwietnia 1958 w Bydgoszczy) – polski lekkoatleta, młociarz, trener lekkiej atletyki, nauczyciel wychowania fizycznego, sędzia sportowy

## Edukacja
Uczęszczał do Akademia Wychowania Fizycznego w Poznaniu w latach 1977-1980. Zdobył wykształcenie wyższe magisterskie w zakresie wychowania fizycznego z przygotowaniem pedagogicznym i trenerskim drugiej klasy.

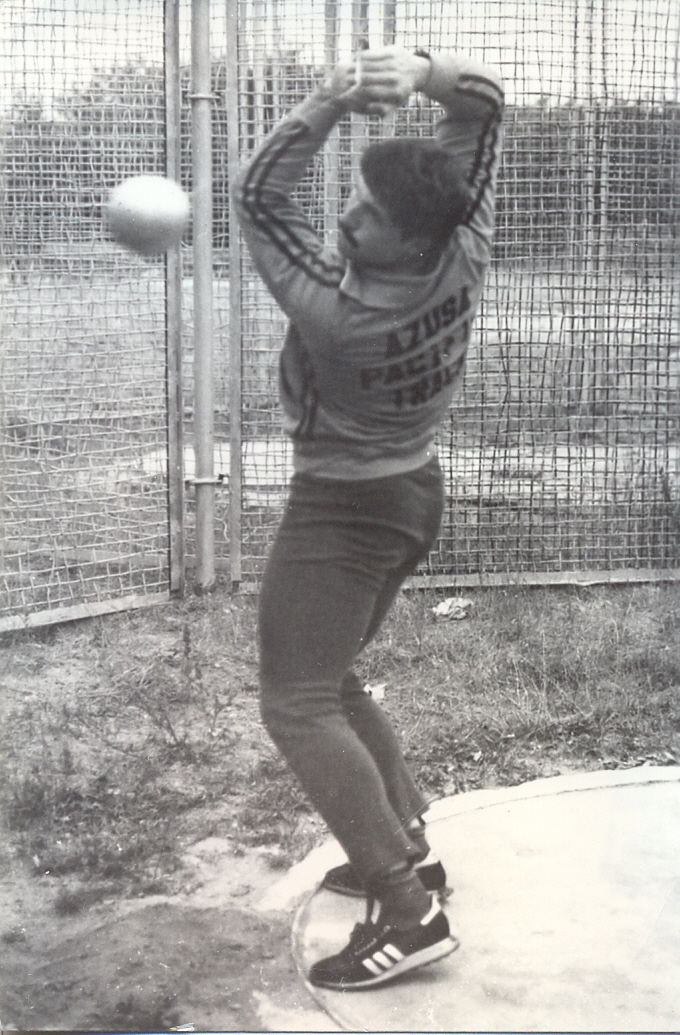
Leszek Woderski podczas treningu w 1980.

## Kariera sportowa
Wielokrotny medalista Mistrzostw Polski. Zawodnik AZS Poznań i Zawiszy Bydgoszcz największy sukces odniósł w roku 1980, kiedy to wywalczył złoty medal mistrzostw Polski.

## Rekordy życiowe
- rzut młotem – 76,88 m (18 sierpnia 1984, Bydgoszcz[1]) – 10. wynik w historii polskiej lekkoatletyki stanowiący równocześnie rekord Klubu WKS ZAWISZA Bydgoszcz[2]

## Kariera zawodowa
- 1980 - 1981: Asystent – stażysta, Akademia Wychowania Fizycznego w Poznaniu
- 1981 - 1993: Trener Lekkiej Atletyki, Wojskowy Klub Sportowy WKS Zawisza Bydgoszcz
- 1993 - 2003: Kierownik Sekcji Lekkiej Atletyki, Wojskowy Klub Sportowy WKS Zawisza Bydgoszcz
- 2003 - 2005: Nauczyciel kontraktowy wychowania fizycznego, Zespół Szkół nr 15 w Bydgoszczy
- 2017 - 2018: Kierownik CWZS Zawisza Klub Gimnastyczny Bydgoszcz